# Władimir Pikałow
Władimir Karpowicz Pikałow (ros. Владимир Карпович Пикалов, ur. 15 września 1924 w Armawirze, zm. 29 marca 2003 w Moskwie) – szef Wojsk Chemicznych Ministerstwa Obrony ZSRR, generał pułkownik, Bohater Związku Radzieckiego (1986).

## Życiorys
Skończył 9 klas szkoły średniej. W czerwcu 1941 został powołany do Armii Czerwonej, w lutym 1942 ukończył rostowską szkołę artylerii. Od marca 1942 walczył kolejno na Froncie Zachodnim, Stalingradzkim, Dońskim, Stepowym i 2 Białoruskim. Brał udział w bitwie pod Moskwą, operacji woronesko-woroszyłowgradzkiej, bitwie pod Stalingradem i Kurskiem, operacji białoruskiej i innych walkach. W lipcu 1944 został lekko ranny, a w marcu 1945 ciężko. Za zasługi bojowe został odznaczony trzema orderami i wieloma medalami. Po wojnie służył w wojskach chemicznych, w 1952 ukończył Wojskową Akademię Obrony Chemicznej im. Woroszyłowa. Od 1949 należał do WKP(b), w 1968 ukończył Wojskową Akademię Sztabu Generalnego Sił Zbrojnych ZSRR i został zastępcą naczelnika Wojskowej Akademii Obrony Chemicznej, a w 1969 naczelnikiem Wojsk Chemicznych Ministerstwa Obrony ZSRR. Pełnił tę funkcję również podczas katastrofy w Czarnobylu 26 kwietnia 1986. Za udział w likwidacji skutków tej katastrofy otrzymał tytuł Bohatera Związku Radzieckiego. Na początku 1989 został zwolniony ze służby. Został pochowany na Cmentarzu Dońskim.

## Awanse
- generał major wojsk technicznych (16 czerwca 1965)
- generał porucznik wojsk technicznych (29 kwietnia 1970)
- generał pułkownik wojsk technicznych (25 kwietnia 1975)
- generał pułkownik (1984)

## Odznaczenia i nagrody
- Złota Gwiazda Bohatera Związku Radzieckiego (24 grudnia 1986)
- Order Lenina (dwukrotnie)
- Order Rewolucji Październikowej
- Order Wojny Ojczyźnianej I klasy (dwukrotnie, 25 października 1944 i 11 marca 1985)
- Order Czerwonego Sztandaru Pracy
- Order Czerwonej Gwiazdy (dwukrotnie, 25 kwietnia 1943 i 22 czerwca 1943)
- Medal „Za obronę Stalingradu” (1943)
- Nagroda Państwowa ZSRR (1981)
- Order Gwiazdy Polarnej (Mongolia)
- Order 9 września 1944 z Mieczami (Bułgaria)

I inne.